# Stazione di Harumachi
La stazione di Harumachi (原町駅?, Harumachi-eki) è una stazione ferroviaria situata nella cittadina di Kasuya, nel distretto omonimo della prefettura di Fukuoka, lungo la linea Sasaguri.

## Linee e servizi ferroviari
JR Kyushu
■ Linea Fukuhoku-Yutaka (servizio ferroviario)
■ Linea Sasaguri

## Struttura
La stazione è costituita da due marciapiedi laterali con due binari passanti in superficie, collegati fra di loro da una passerella sopraelevata. Nel fabbricato viaggiatori sono presenti tornelli di accesso automatici con supporto alla bigliettazione elettronica Sugoca e compatibili.
| 1 | ■ Linea Fukuhoku-Yutaka |  | per Keisen, Shin-Iizuka e Nōgata |
| 2 | ■ Linea Fukuhoku-Yutaka |  | per Hakata                       |

## Stazioni adiacenti
| «                     | Servizio              | »                     |
| Linea Fukuhoku Yutaka | Linea Fukuhoku Yutaka | Linea Fukuhoku Yutaka |
| --------------------- | --------------------- | --------------------- |
| Chōjabaru             | Locale                | Yusu                  |
| Il rapido non ferma   |                       |                       |